# Umestan
Umestan er en erhvervspark som indgår i bydelen Regementet i Umeå. Umestan er således ingen bydel. Erhvervsparken overtog lokalerne efter Västerbottens regemente (I 20) da det i 1998 blev reduceret til blot at omfatte en försvarsområdestab. 
På området findes blandt andet teatergruppen Profilteatern, planetariet og observatoriet Umevatoriet, to gymnasieskoler (John Bauergymnasiet samt Midgårdsskolan), en grundskola (Prolympia) samt dele af politiskolen ved Umeå Universitet, som drives på bestilling af Rikspolisstyrelsen. 
Restauranten Vildmannen ligger mellem de to gymnasieskoler og fungerer som kantine for de tre omtalte skoler, politiskolens elever samt for de værnepligtige i Umeå.[kilde mangler]
I 2012 solgte Umeå kommun erhvervsparken til Lerstenen for 470 millioner svenske kronor.